# Vestia foetida
Vestia foetida (Ruiz & Pav.) Hoffmanns. – gatunek z monotypowego rodzaju roślin Vestia z rodziny psiankowatych. Zasięg gatunku obejmuje środkową i południową część Chile w Ameryce Południowej. W naturze rośliny rosną w formacjach zaroślowych. Ich kwiaty zapylane są przez owady i kolibry. 
Roślina wykorzystywana jest jako lecznicza i uprawiana jest jako ozdobna. Wymaga łagodnego klimatu i przepuszczalnego podłoża.
Nazwa rodzajowa upamiętnia Lorenza Chrysantha von Vesta (1776–1840), austriackiego botanika i lekarza związanego z Uniwersytetem w Grazu.

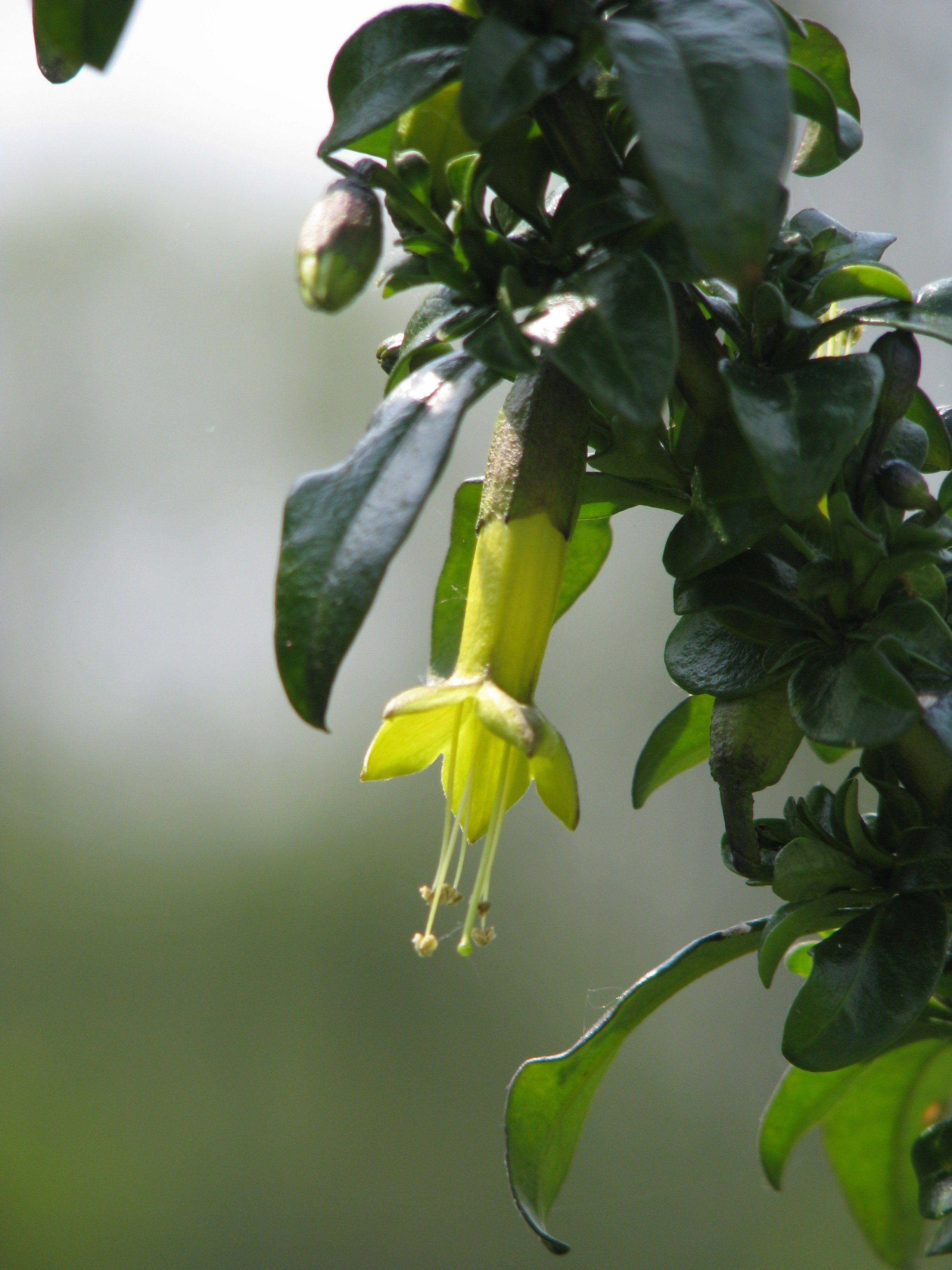
Kwiat

## Morfologia
PokrójMocno gałęzisty krzew, osiągający do 3,6 m wysokości. Pędy miękkie, zielone. Roślina niezbyt przyjemnie pachnąca.
LiścieSkrętoległe, zimotrwałe, pojedyncze, o blaszce eliptycznej, całobrzegiej i nagiej.
KwiatyPięciokrotne, zwisające i krótkoszypułkowe. Kielich rurkowaty, z 5 ząbkami na szczycie, nagi. Korona ma postać rurki zrośniętej z płatków, na końcu z krótkimi, trójkątnymi łatkami. Ma kolor zielonkawożółty. Pręcików jest 5, u nasady zrośnięte są z rurką korony, wystają ponad jej krawędź. Nitki pręcików mają nierówną długość. Zalążnia jest górna, dwukomorowa, z licznymi zalążkami w każdej z komór. Słupek pojedynczy, smukły, dłuższy od pręcików, zakończony główkowatym znamieniem. Wokół zalążni znajduje się miodnik w kształcie pierścienia.
OwoceŻółte torebki otwierające się dwiema, dwudzielnymi klapami, zawierające ok. 50 nasion. Nasiona są kanciaste, nieoskrzydlone.

## Systematyka
Pozycja systematyczna
Gatunek z monotypowego rodzaju z rodziny psiankowatych (Solanaceae). W obrębie rodziny klasyfikowany do podrodziny Browallioideae i plemienia Cestreae. Tworzy dobrze potwierdzoną molekularnie, cytologicznie i morfologicznie grupę monofiletyczną wspólnie z rodzajami mrzechlina Cestrum i Sessea.